# Jan van Kilsdonk

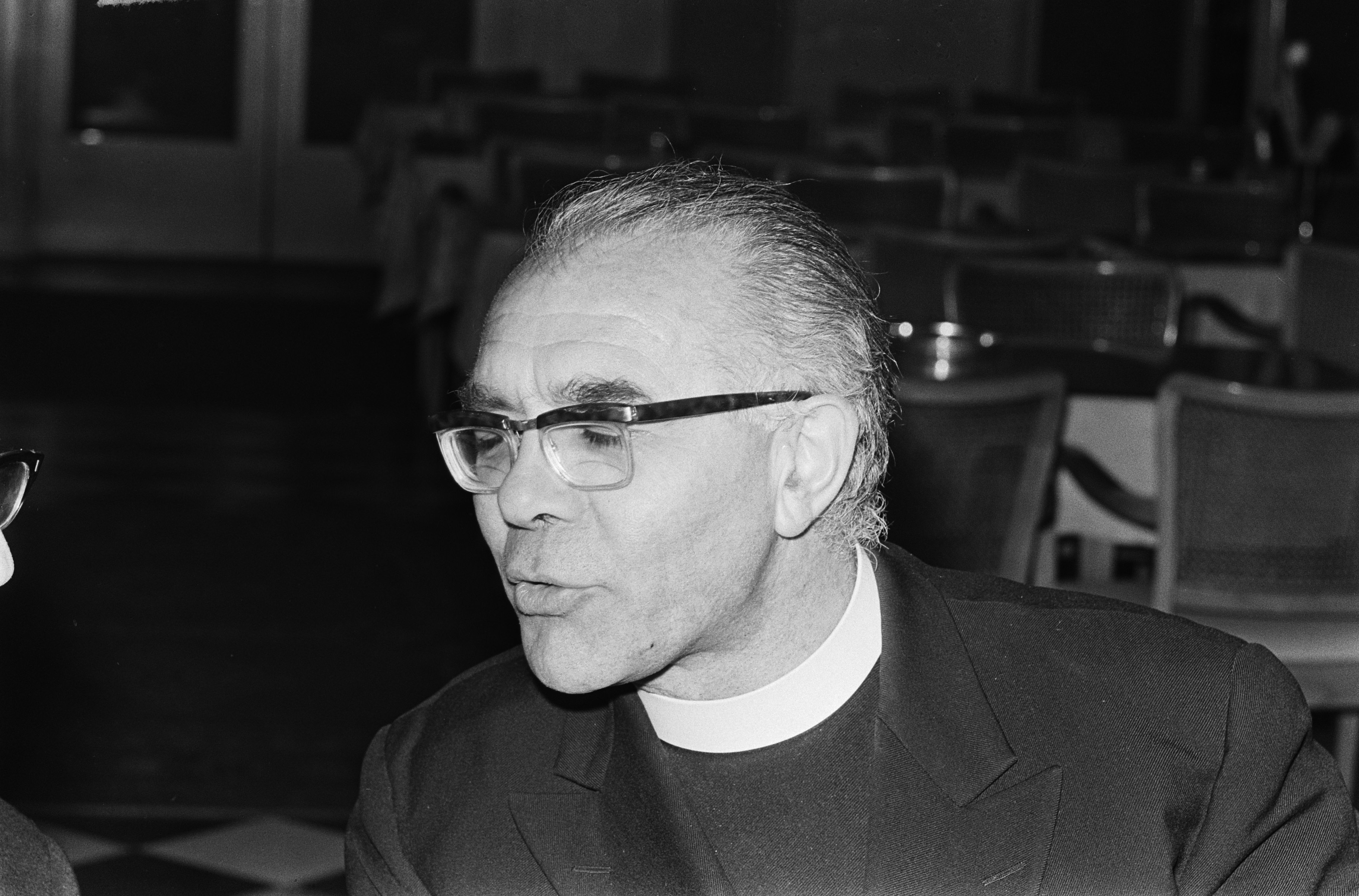
Van Kilsdonk (1965)

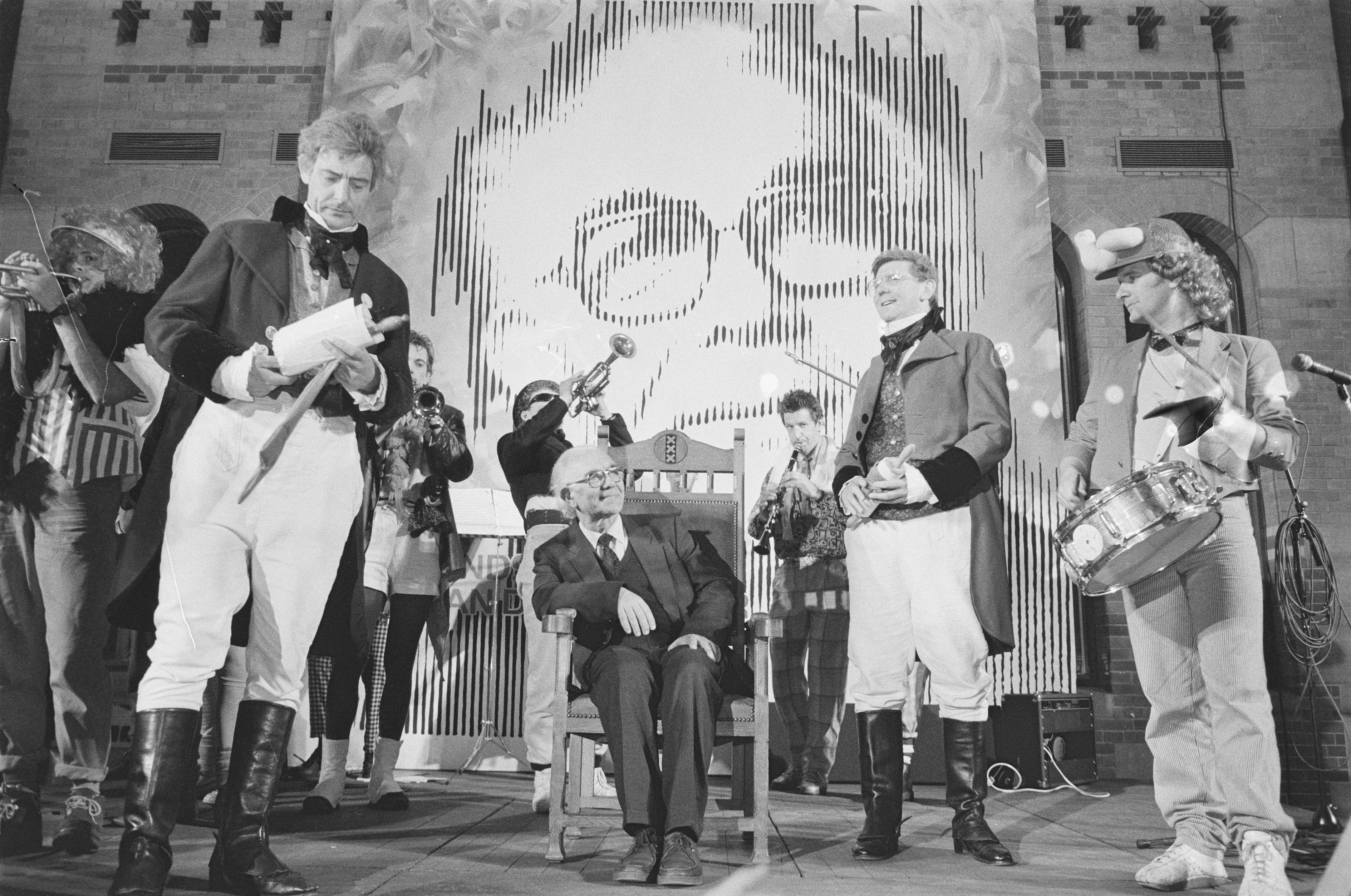
Van Kilsdonk (1987)

Jan van Kilsdonk SJ (* 19. März 1917 in Zeeland, Nordbrabant; † 1. Juli 2008 in Amsterdam) war ein niederländischer Jesuit und Studentenpfarrer.
Er trat 1934 dem Jesuitenorden in Grave bei und empfing am 22. August 1945 die Priesterweihe. Er war Seelsorger von politischen Gefangenen im Camp Vught, einem ehemaligen Konzentrationslager in den Niederlanden. Von 1946 bis 1960 unterrichtete er Religion am St. Ignatius College in Amsterdam. Von 1960 bis 1972 war er Pfarrer des Studentenvereins Sanctus Thomas Aquinas. Von 1961 bis 1982 war er zudem als Kaplan tätig. 1960 gründete er die Amsterdamse Studentenekklesia (heute Ekklesia Amsterdam).
Er war aufgrund seiner Ansichten zu Homosexualität und Aids im Fokus der öffentlichen Gesellschaft und der römischen Kurie. Auch war er schon seit den 1960er Jahren bekannt wegen seiner Einstellung zur Empfängnisverhütung, der jungfräulichen Geburt Jesu und dem Recht auf loyale Kritik in der Kirche.
Van Kilsdonk hat sein Pastorat bis zu seinem Tod ausgeübt, mit Gesprächen und auch mittels Schreibens oft sehr langer, persönlicher Briefe.
Der Trauerfeier wohnten mehr als zweitausend Leute bei, darunter Bürgermeister Job Cohen von Amsterdam und Altbischof Philippe Bär von Rotterdam.
Er war Ritter des Ordens von Oranien-Nassau, Träger der Silbermedaille von Amsterdam und Träger des Bob Angelo Penning Auszeichnung (zum Verdienst der homosexuellen Emanzipation).